# Беридзе, Георгий
Георгий Беридзе (груз. გიორგი ბერიძე; 12 мая 1997, Местиа, Грузия) — грузинский футболист, вингер клуба Коджаэлиспор и сборной Грузии.

## Карьера

### Клубная карьера
Георгий начал заниматься футболом в «Зестафони». В 2013 году нападающий перешёл в «Дилу».
5 сентября 2013 года Беридзе дебютировал во второй команде клуба из Гори, выступавшей в Первой лиге. 2 мая 2014 года нападающий провёл первую игру за основу в Умаглеси лиге, выйдя на замену в перерыве матча с «ВИТ Джорджией».
В начале 2015 года Беридзе для получения игровой практики возвратился в «Зестафони». 21 февраля он провёл первую игру в новом клубе. Летом 2015 года, приняв участие в 8 матчах за «Зестафони», подписал контракт с бельгийским «Гентом». В сезоне 2015/16 выступал за молодёжную команду, принимал участие в играх Юношеской лиги УЕФА.
В начале 2017 года Беридзе был отдан в аренду в «Тренчин». 25 февраля дебютировал в словацком клубе, отметившись забитым мячом в ворота «Слована».

### В сборной
В составе юношеской сборной Грузии (до 17 лет) принимал участие во встречах отборочного раунда к Чемпионатам Европы в Словакии и на Мальте.
Также принимал участие в отборочных матчах к юношескому чемпионату Европы в Венгрии, Греции и Германии.